# Gloria Bell
Gloria Bell é um filme de comédia dramática escrito e dirigido por Sebastián Lelio, sendo um remake do filme Gloria (2013), do mesmo diretor. Lançado em 8 de março de 2019, por intermério da A24, é estrelado por Julianne Moore, John Turturro, Michael Cera, Caren Pistorius, Brad Garrett, Jeanne Tripplehorn, Rita Wilson, Sean Astin e Holland Taylor.

## Elenco
- Julianne Moore como Gloria Bell
- John Turturro como Arnold
- Michael Cera como Peter
- Brad Garrett como Dustin Mason
- Holland Taylor como Hillary Bell
- Sean Astin como Jeremy[6]
- Tyson Ritter como vizinho
- Caren Pistorius como Anne
- Jeanne Tripplehorn como Fiona Mason
- Cassi Thomson como Virginia
- Rita Wilson como Vicky
- Alanna Ubach como Veronica
- Chris Mulkey como Charlie
- Barbara Sukowa como Melinda